# HMS Aurora (12)
Pour les autres navires du même nom, voir HMS Aurora.
Le HMS Aurora (pennant number 12) est un croiseur léger de classe Arethusa construit pour la Royal Navy dans les années 1930.

## Historique

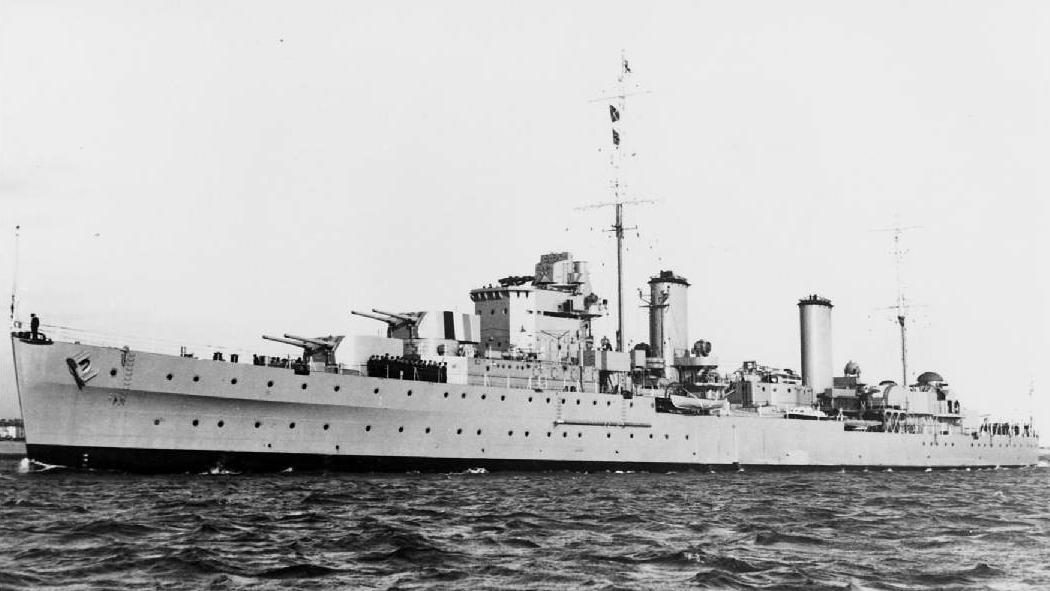
LAurora en 1938.

À son admission au service actif, le croiseur rejoint la Home Fleet, passant les années d'avant-guerre à manœuvrer en mer du Nord, dans la Manche et dans l'Atlantique. Alternant entre Portland et Rosyth, le croiseur gagne Scapa Flow en août 1939 alors que la guerre est imminente.

### Théâtre Atlantique
En septembre 1939, il devient le navire-amiral de la force des destroyers de la Home Fleet, menant des missions de chasse en mer du Nord comme du 8 au 11 septembre avec les cuirassés Nelson et Rodney, le croiseur de bataille Repulse, le porte-avions Ark Royal, le croiseur léger Sheffield et des destroyers. Il doit participer à un raid dans le Kattegat le 22 septembre en compagnie des croiseurs légers Southampton, Glasgow et Sheffield et des destroyers, mais cette opération est annulée à la suite d'une collision entre deux destroyers. Du 25 au 27 septembre, il couvre le retour en Grande-Bretagne du sous-marin Spearfish.
Après la destruction du cuirassé Royal Oak, le croiseur léger quitte Scapa Flow pour le Loch Ewe. De là, il va mener des patrouilles en mer du Nord pour intercepter les forceurs de blocus allemands mais également escorter les convois de minerai de fer venant de Norvège. Le 10 novembre, il est transféré au 2e escadron de croiseurs, retrouvant les croiseurs Southampton, Glasgow et HMS Belfast à Rosyth pour intercepter d'éventuels navires allemands en mer du Nord.
En janvier 1940, il est de nouveau basé à Scapa Flow mais il est immobilisé au mois de février pour maintenance. Certains marins de l'Aurora embarquèrent à bord des destroyers Maori et Cossack, servant d'équipes d'assaut pour libérer les prisonniers britanniques à bord du pétrolier allemand Altmark qui avait accompagné l'Admiral Graf Spee. Il devint au mois de mars en pleine maintenance, le navire amiral du 2e escadron de croiseurs.
Les travaux de maintenance à Rosyth s'achèvent au mois de mars et en avril 1940, l'Aurora est désignée pour participer à l'opération R4, un débarquement préventif en Norvège, mais ce débarquement est annulé à la suite de l'invasion allemande du royaume. Il participe ensuite aux opérations en mer du Nord, escortant des convois et bombardant les positions allemandes pour appuyer les troupes britanniques, française et polonaises. Il est gravement endommagé par les bombardiers allemands, deux tourelles étant mises hors de combat.
Il arrive à Portsmouth le 25 mai pour une réparation et une remise en état, travaux qui seront l'occasion de renforcer la DCA à la suite de l'expérience norvégienne. Il reprend le service au début du mois de juillet, intégrant le 22 juillet la Humber Force pour participer à des patrouilles anti-invasion en compagnie notamment de son sister-ship Galatea et de trois destroyers. Il poursuit cette mission au sein du Nore Command à partir du 6 septembre, bombardant Boulogne le 9 pour détruire des péniches de débarquement. Il est redéployé à Scapa Flow au mois de novembre, assurant des escorte de convois tout en couvrant des opérations de mouillage de mines. Au mois de janvier, il couvre la sortie de cinq cargos britanniques bloqués en Suède qui réussissent à rentrer en Grande-Bretagne (opération Rubble).
Au mois de mai 1941, il participe à la traque du cuirassé Bismarck et du croiseur lourd Prinz Eugen en assurant la couverture du cuirassé King George V et du porte-avions Victorious. Le 24 mai, il est détaché avec les croiseurs Kenya et Hermione pour couvrir le Victorious, traquant le cuirassé allemand par la voie des airs. L'Aurora ne participe pas à la fin des opérations de traque puisqu'il est détaché pour se ravitailler en Islande. Lorsqu'il reprend ses patrouilles, le cuirassé allemand a été coulé.
Le 3 juin 1941, l'Aurora, en compagnie du Kenya, intercepte le ravitailleur allemand Belchen ravitaillant le sous-marin allemand U-93 dans le détroit du Danemark, le coulant à l'aide de torpilles et de son artillerie commandée par radar. La localisation de ce navire ayant été obtenue par le décryptage des communications allemandes via les installations de Betchley Park. Après avoir couvert un mouillage de mines avec le Kenya, il est déployé au large du Spitzberg pour vérifier la possibilité d'y installer une base de ravitaillement en vue des futurs convois entre la Grande-Bretagne et l'Union Soviétique. Au mois d'août 1941, il participe à l'opération Gauntlet, le débarquement de troupes canadiennes aux Spitzberg qui deviendra une importante base météo alliée. Il coule également plusieurs navires allemands au cours de plusieurs escarmouches.
L'Aurora reçut au cours du conflit un lanceur UP (Unrotated Projectile (en)) et deux affûts quadruples QF 2 pounder Mark VIII. En août 1941, il reçut six canons de 20 mm et deux affûts quadruples de 12,7 mm.

### Théâtre Méditerranéen
En octobre 1941, il est transféré en Méditerranée. Il va ainsi former le 15e escadron de croiseurs basé à Alexandrie en compagnie de son sister-ship Penelope. Il quitte Scapa Flow le 12, arrive à Gibraltar le 18 et repart le lendemain pour Malte où il va intégrer la force K à partir du 21 octobre. Il va mener des opérations de traque aux convois de l'Axe ravitaillant l'Afrikakorps. Il participe en décembre 1941 à la première bataille de Syrte, en sortant intact et indemne.
Le 19 décembre 1941, la force K rentre dans un champ de mines à la suite d'une recherche infructueuse d'un convoi italien. Le croiseur Neptune et le destroyer Kandahar sont coulés, l'Aurora est sérieusement endommagé mais il parvint à rester à flot en inondant les compartiments opposés avant de rentrer à Malte, escorté par deux destroyers. Il est pris en charge par l'arsenal de La Valette pour une remise en état provisoire.
Le 29 mars 1942, il appareille pour Gibraltar, escorté par le destroyer Avon Vale pour un transit de deux jours sous la menace d'attaques aériennes allemandes et italiennes. Il arrive à Liverpool le 5 avril 1942 pour une remise en état complète qui va l'immobiliser dans l'estuaire de la Mersey jusqu'à la fin du mois de juin. Il est remis en service au début du mois de juillet 1942, réintégrant la Home Fleet pour assurer des missions d'escorte et de couverture des nombreuses opérations de mouillage de mines. À la suite d'une escorte de convois, il passe le mois d'octobre à Freetown pour protéger le trafic commercial britannique avant de regagner la Méditerranée, participant ainsi le 8 novembre 1942 à l'opération Torch, le débarquement anglo-américain en Afrique du Nord. Pour la première grande opération amphibie de la guerre, l'Aurora est intégré à la Central Task Force en compagnie du navire amphibie Largs, des porte-avions d'escorte Biter et Dasher, des croiseurs Jamaica et Delhi et de treize destroyers, cette force étant chargée de débarquer des troupes américaines dans la région d'Oran.

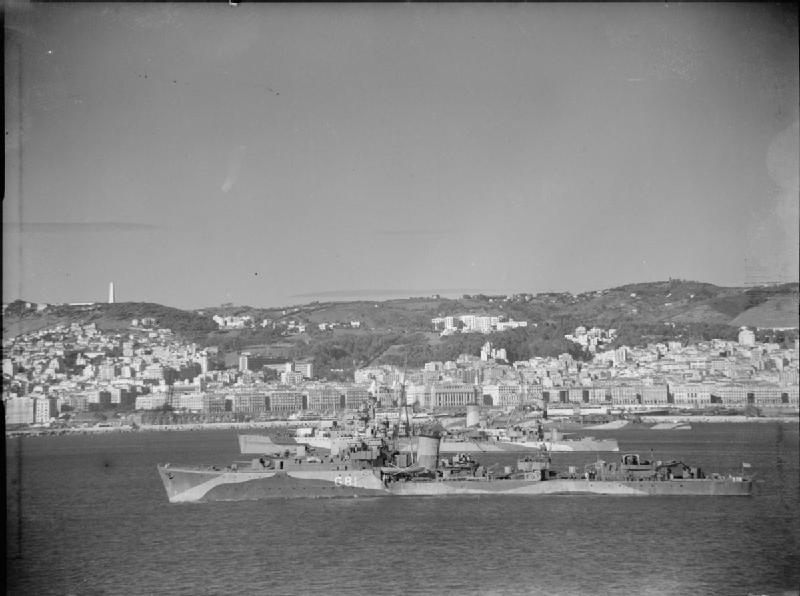
Le, Aurora et à Alger en 1942.

Le 10 novembre, il bombarde des forts français en compagnie du cuirassé Rodney et du croiseur léger Jamaica en soutien de l'assaut final sur Oran avant le lendemain d'embarquer le commodore Thomas Hope Troubridge (en) pour une tournée d'inspection sur les plages. Le 26, il embarque l'amiral Cunningham présent à Gibraltar pour lui permettre de transférer son quartier général à Alger. Le 27 novembre, il est choisi pour intégrer la force Q, en devenant le navire-amiral. Il assure la protection des convois alliés mais également le soutien des forces alliés engagées dans la campagne de Tunisie, participant notamment à la bataille du banc de Skerki.
En mai 1943, l'Aurora est transféré au 12e escadron de croiseurs, division également composée des croiseurs Penelope, Sirius et Delhi. L'escadron va ainsi participer à l'opération Corkscrew, l'invasion de Pantelleria qui a lieu le 8 juin 1943. Le 19, il embarque le roi George VI à Tripoli pour le ramener à Malte, escorté par quatre destroyers. Il participe ensuite à l'opération Husky, le débarquement allié en Sicile qui a lieu le 10 juillet, couvrant les navires amphibies et avant de participer à l'opération amphibie et à l'opération Arsenal, le bombardement de Catane et de Taormine en compagnie de son sister-ship Penelope et de deux destroyers. Lors du jour J, il assure la couverture du dispositif allié en compagnie des cuirassés Nelson, Rodney, Warspite et Valiant, déployés en mer Ionienne pour contrer une possible intervention italienne. Il passe ensuite le reste du mois de juillet à appuyer les troupes britanniques dans leur progression rendue difficile à la fois par la résistance germano-italienne que par le relief et les difficultés logistiques.
Le 11 août, l'Aurora bombarde la localité de Scaleta, au sud de Naples, en compagnie du croiseur Euryalus et de deux destroyers, avant de couler des ferrys Siebel utilisés pour ravitailler les forces de l'Axe à travers le détroit de Messine. Regagnant la Tunisie, le croiseur léger est choisi pour participer à l'opération Avalanche, le débarquement allié à Salerne. Mais avant de soutenir ce débarquement amphibie, il participe à l'opération Slapstick, le transport de la 1re division aéroportée à Tarente avant de retrouver la force alliée de l'opération Avalanche. Il fait une escale de repos, d'entretien et de ravitaillement à Malte du 1er au 4 octobre 1943.
Le 6, alors déployé en mer Egée, il est endommagé par des attaques aériennes nécessitant un retour prématuré à Alexandrie afin de subir des réparations qui l'éloignèrent du front jusqu'au 15 octobre. Il va ainsi bombarder Chios le 16 octobre et Rhodes le 18, tout en traquant des forces navales allemandes sous une menace aérienne en dépit du déploiement de Bristol Beaufighter. Il est de nouveau endommagé par une bombe de 500 kg le 30 octobre qui provoque la mort de 47 hommes pendant que 30 sont blessés. Rentré à Alexandrie le 31 octobre, il va y subir des réparations provisoires avant une remise en état complète réalisée à Tarente. Les travaux vont durer jusqu'au mois d'avril 1944, le croiseur reprenant du service depuis Alexandrie à la mi-avril. À la fin du même mois, il est de nouveau déployé à Malte.
Au mois de juillet 1944, il est choisi pour participer à l'opération Dragoon, le débarquement allié en Provence. Il arrive à Alger le 29 pour intégrer la TF 84, avant de s’entraîner depuis Malte au sein d'un groupe occasionnel comprenant les croiseurs Ajax et Black Prince, le croiseur lourd américain Quincy, le croiseur léger français Gloire et trois destroyers américains, avant de recevoir au moment du débarquement le renfort du cuirassé britannique Ramillies venu directement de Grande-Bretagne. Le 15 août, jour du débarquement, l'Aurora pilonne les plages du débarquement puis le 24, les batteries défendent le port de Toulon. Quittant le dispositif le 25 août, le croiseur léger retrouve la mer Egée pour assurer le blocus et appuyer la reprise des îles de la région encore occupées par les Allemands.
Il participa ensuite à l'opération Manna. Le 25 octobre 1944, il bombarde Milos avec deux destroyers. Le 4 décembre 1944, le croiseur bombarde Rhodes pour détruire les navires qui auraient pu servir à l'évacuation des garnisons allemandes encore présentes dans la région.
L'Aurora termine la Seconde Guerre mondiale à Malte après avoir couvert différents débarquements destinés à libérer des territoires encore occupés par les Allemands. Il participe à des missions d'interception de navires amenant illégalement des immigrés juifs en Palestine.
Après une refonte à l'arsenal de La Valette de juillet à octobre 1945, il est à nouveau déployé en Méditerranée pendant un court laps de temps, étant vendu à la Chine en novembre 1945 en compensation de six patrouilleurs et d'un cargo saisis à Hong Kong.

### Service Forts de Takudans la Marine chinoise

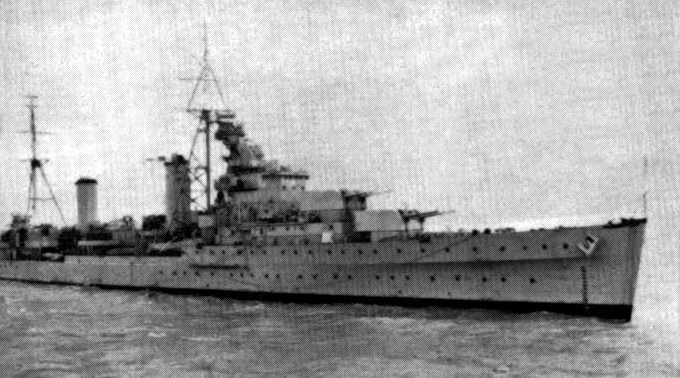
Le Chung King en 1948.

Remis en état à Portsmouth, il vendu à la Marine de la République de Chine le 19 mai 1948 et rebaptisé Chungking, il en devient le navire-amiral.  Au cours de l'hiver 1948-1949, le ROCS Chungking a fourni un appui-feu naval aux troupes nationalistes près de Tashan.
Le 25 février 1949, alors qu'il stockait des lingots d'or du quartier financier de Shanghai, sous prétexte que c'était plus sûr que les coffres-forts bancaires. son équipage se rallie aux communistes et le navire est rebaptisé Tchounking. Coulé par l'aviation nationaliste le 19 mars 1949 à quai près des forts de Taku dans le district de Tanggu après trois raids de B-24 Liberator, il est relevé en 1951 avec l'aide de l'Union soviétique qui récupère l'armement antiaérien léger, les optiques et moyens de communication, et remis en service sous le nom de Hsunag Ho puis de Pei Ching comme batterie flottante jusqu'en 1958, date à laquelle il devient un simple auxiliaire portuaire sous le nom de Kuang Chou. L'ex-croiseur britannique est vendu à la démolition en 1968.